# .ms
.ms je internetová národní doména nejvyššího řádu pro Montserrat.